# Swezeyia laratica
Swezeyia laratica är en insektsart som beskrevs av Frederick Arthur Godfrey Muir 1913. Swezeyia laratica ingår i släktet Swezeyia och familjen Derbidae. Inga underarter finns listade i Catalogue of Life.